# Erik Fahlström
Erik Johansson Fahlström, född 20 februari 1726 i Blixterboda, Fellingsbro socken, död 15 oktober 1787 i Södertälje, var en svensk keramiker. Han var bror till Anders Fahlström.
Erik Fahlström blev lärgosse hos sin bror på Rörstrands Porslinsfabrik 1739, gesäll 1747 och från 1752 verkgesäll och sin brors medhjälpare som ledare av produktionen och kallas senare verkmästare. Endast tre föremål som med säkerhet tillverkats av Erik Fahlström är kända. Han började tidigt experimentera med olika bränningstekniker och emaljfärger, och antas vara den som introducerade muffelbränningen vid fabriken. Hösten 1759 övertog han rollen som verkmästare efter sin bror. Av allt att döma var detta en roll som inte passade Erik Fahlström, han verkar ha föredragit att ägna sig åt experimentell keramisk verksamhet. 1761 begick han ett dråp på dottern till en av fabriksarbetarna. Han undkom visserligen med böter och ett kortare fängelsestraff varpå han skulle övervakas av fabriksledningen vid Rörstrand, men dessa avsade sig 1763 ansvaret för Erik Fahlström, som fick sluta vid fabriken. 1766 flyttade han i stället till Södertälje, där han anställdes vid Johan Hellbergs stenkärlsfabrik. 1787 drunknade han i samband med en fisketur. Fahlström är representerad vid bland annat Nationalmuseum.